# 789年
| 千纪： | 1千纪                                                                                           |
| 世纪： | 7世纪 \| 8世纪 \| 9世纪                                                                         |
| 年代： | 750年代 \| 760年代 \| 770年代 \| 780年代 \| 790年代 \| 800年代 \| 810年代                       |
| 年份： | 784年 \| 785年 \| 786年 \| 787年 \| 788年 \| 789年 \| 790年 \| 791年 \| 792年 \| 793年 \| 794年 |
| 纪年： | 己巳年（蛇年）；唐貞元五年；南诏上元六年；日本延曆八年；渤海国大興五十二年                      |

## 大事记
- 是年正月甲辰朔日蝕[1]
- 查理曼國王帶領法蘭克-撒克遜軍隊越過易北河進入歐博特利特（英语：Obotrite）領土。
- 義大利的丕平國王征服亞得里亞海沿岸的伊斯特拉，無視於拜占庭帝國的抗議。

## 逝世
- 4月1日——李泌，西魏八柱國李弼的六代孫，唐朝宰相。